# HD 17092
HD 17092 – gwiazda z rodzaju czerwonych olbrzymów (typ widmowy K0III), znajdująca się w gwiazdozbiorze Perseusza, w odległości około 355 lat świetlnych od Ziemi. Gwiazda ta nie jest widoczna gołym okiem. Jej masa wynosi 2,3 M☉, a jej średnica jest od niego dziesięciokrotnie większa.
W maju 2007 międzynarodowy zespół astronomów pod kierownictwem Andrzeja Niedzielskiego z Uniwersytetu Mikołaja Kopernika w Toruniu, w skład którego wchodzili także m.in. Aleksander Wolszczan i Maciej Konacki, poinformował o odkryciu krążącej po orbicie wokół HD 17092 planety, której nadano oznaczenie HD 17092 b. Planeta ta ma masę przynajmniej 4,6 raza większą od masy Jowisza.